# Елизавета Вальдек-Пирмонтская
Луиза Елизавета Гермина Эрика Павлина Вальдек-Пирмонтская (нем. Louise Elisabeth Hermine Erica Pavlina von Waldeck-Pyrmont; 6 сентября 1873 — 23 ноября 1961) была младшей дочерью князя Георга Виктора и Елены Нассау-Вейльбургской

## Биография
Родилась в Арользене 6 сентября 1873 года. Она была младшей дочерью князя Георга Виктора и Елены Нассау-Вейльбургской. Её родителям было по 43 года, они состояли в браке уже 20 лет. У Елизаветы было 5 старших сестёр (самой старшей Софии уже не было в живых) и один брат Фридрих (в будущем князь Вальдек-Пирмонта). Принцесса выросла в Арользене. В семье её называли «Лилли». Она получила полное образование в духе христианства, в том числе изучала искусство. Елизавета лишилась матери в 1888 году. Георг Виктор женился повторно на Луизе Гольштейн-Глюксбургской в 1891, но умер через 2 года, в 1893 году. От второй жены остался сын Вольрад, погибший молодым во время Первой Мировой. Принцесса приходилась тёткой Павлине Вюртембергской, Вильгельмине Нидерландской, Карлу Эдуарду Саксен-Кобургскому и Алисе Саксен-Кобургской, а также принцам и принцессам Бентгейм-Штейнфуртским. Елизавета оставалась незамужней дольше всех дочерей Георга Виктора и вышла замуж, когда большинство её племянников и племянниц были относительно взрослыми.

## Брак
3 мая 1900 года в Арользене состоялась свадьба Елизаветы и наследного графа Александра Эрбах-Шёнбергского. На свадьбе присутствовали братья и сёстры принцессы, а также королева Нидерландов Вильгельмина, Мария Елизавета Эрбах-Шёнбергская (сестра жениха), Гермина Вальдек-Пирмонтская, княгиня-мать Липпе-Шаумбурга (тётка невесты), Алиса Саксен-Кобургская, Густав Эрбах-Шёнбергский (отец жениха), король и королева Вюртемберга, наследные великий герцог и герцогиня Баденские.
После свадьбы супруги переехали в Бад-Кёниг. У них было 2 сына и 2 дочери. В 1903 году Александр стал наследным князем (его отец из графа стал князем), в 1908 году Густав Эрнст умер и супруги стали князем и княгиней Эрбах-Шёнбергскими. После Первой Мировой Эрбахи лишились дворянских привилегий. У Елизаветы были хорошие отношения с сестрой Эммой и она регулярно посещала Нидерланды. Трое детей княгини состояли в браке, но старшая дочь Эмма была бездетной, несмотря на два замужества, а единственная дочь младшего сына Вильгельма Эрнста умерла в младенчестве в 1939 году. Лишь потомки старшего сына Георга Людовика живы в настоящее время.
Князь Александр умер в 1944 году в 72 года. В 1947 году Елизавета потеряла сразу двух детей. В марте в Лондоне умерла 46-летняя Эмма, а в сентябре в советском плену умер 43-летний Вильгельм Эрнст. Княгиня пережила сына и дочь на 14 лет. Она умерла 88-летней в Эльмсгаузене 23 ноября 1961 года, пережив всех братьев и сестёр, будучи последним остававшимся в живых ребёнком князя Георга Виктора Вальдек-Пирмонтского.